# (7791) Ebicykl
(7791) Ebicykl (1995 EB) – planetoida z grupy pasa głównego asteroid okrążająca Słońce w ciągu 5,57 lat w średniej odległości 3,14 j.a. Odkryta 1 marca 1995 roku.